# Île du Pilier
L'île du Pilier est une île française de 4 hectares, située dans l’océan Atlantique, au large du port de l'Herbaudière, à la pointe nord de l'île de Noirmoutier. Cette île inhabitée, de nature granitique et gneissique, est une réserve naturelle appartenant au conservatoire du littoral depuis 1994. Elle a surtout un intérêt ornithologique : c'est notamment une zone de nidification de l'eider à duvet.
L'île abrite un phare faisant partie du balisage sud de l'estuaire de la Loire. Elle dépend de la commune de Noirmoutier-en-l'Île.
Elle n'est accessible que par bateau et l'accès est limité durant la saison de nidification des oiseaux.

## Toponymie
En 1761, le chanoine et historien noirmoutrin André Commard de Puylorson donne une hypothèse explicative, quoique à fond légendaire, concernant le nom de l'île du Pilier dans son Histoire de Noirmoutier. Il énonce alors que « Pilier » serait dérivé de « Puellier », donnant « Insula Puellarum » (Île des Filles). Cette dénomination viendrait, toujours selon l'auteur, du fait qu'une communauté de femmes indépendantes, d'amazones, vivait sur l'antique Noirmoutier. Le fond historique de cette version est toutefois rejeté en bloc par les historiens.

## Description

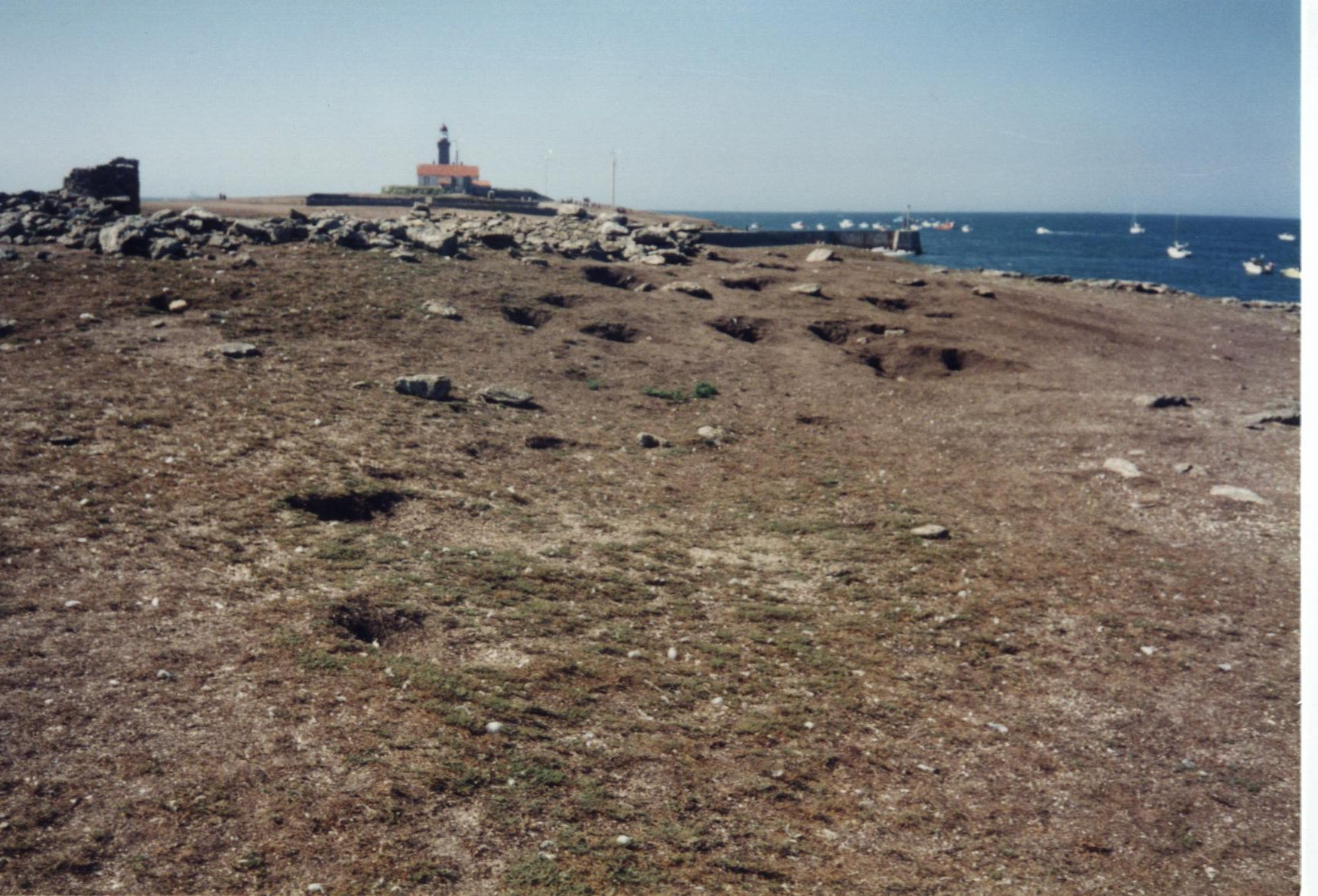
L'ile du Pilier.

L'île du Pilier est située à environ 4 500 m au nord-ouest de la pointe nord de l'île de Noirmoutier. Elle contient différents éléments remarquables :
- une ancienne maison d'habitation ou sémaphore situé sur le fortin au centre de l'île. Le sémaphore a été déclassé en tant que « poste militaire relatif à la défense des côtes et à la sécurité de la navigation » le 20 mai 2009[4].
- Des enclos destinés à l'élevage,
- le phare de 1827 de forme allumage sur une tour cylindrique en maçonnerie de pierre de taille situé sur la pointe nord-ouest du Pilier,
- le phare de 1877 en forme de tronc de pyramide couronnée par un mur en briques rouges situé à proximité au nord de la tour cylindrique,
- la jetée d'accès située au sud-est de l'île.

## Histoire
Les traces les plus anciennes d'occupation de l'îlot du Pilier remontent au Néolithique (de 5 000 av. J.-C. à 2 500 av. J.-C., qui pouvait être à cette époque rattaché à l'île de Noirmoutier.
L'île possède une position stratégique et une longue histoire en tant que lieu de retraite monastique, base de piraterie et site de fortification militaire.
En 1172, les moines cisterciens de l'abbaye de Buzay y établissent une abbaye, l'isolement de ce lieu convenant particulièrement bien à leur désir de simplicité et d'austérité. Mais il apparaît au bout de trente-trois ans que ce lieu est trop exigeant, et les moines choisissent en 1205 de se rapatrier sur l'île de Noirmoutier, plus grande et plus accueillante, pour y construire l'abbaye dite de la Blanche (à cause de la couleur des coules monastiques), grâce à un don du seigneur Pierre V de La Garnache.

## Le phare

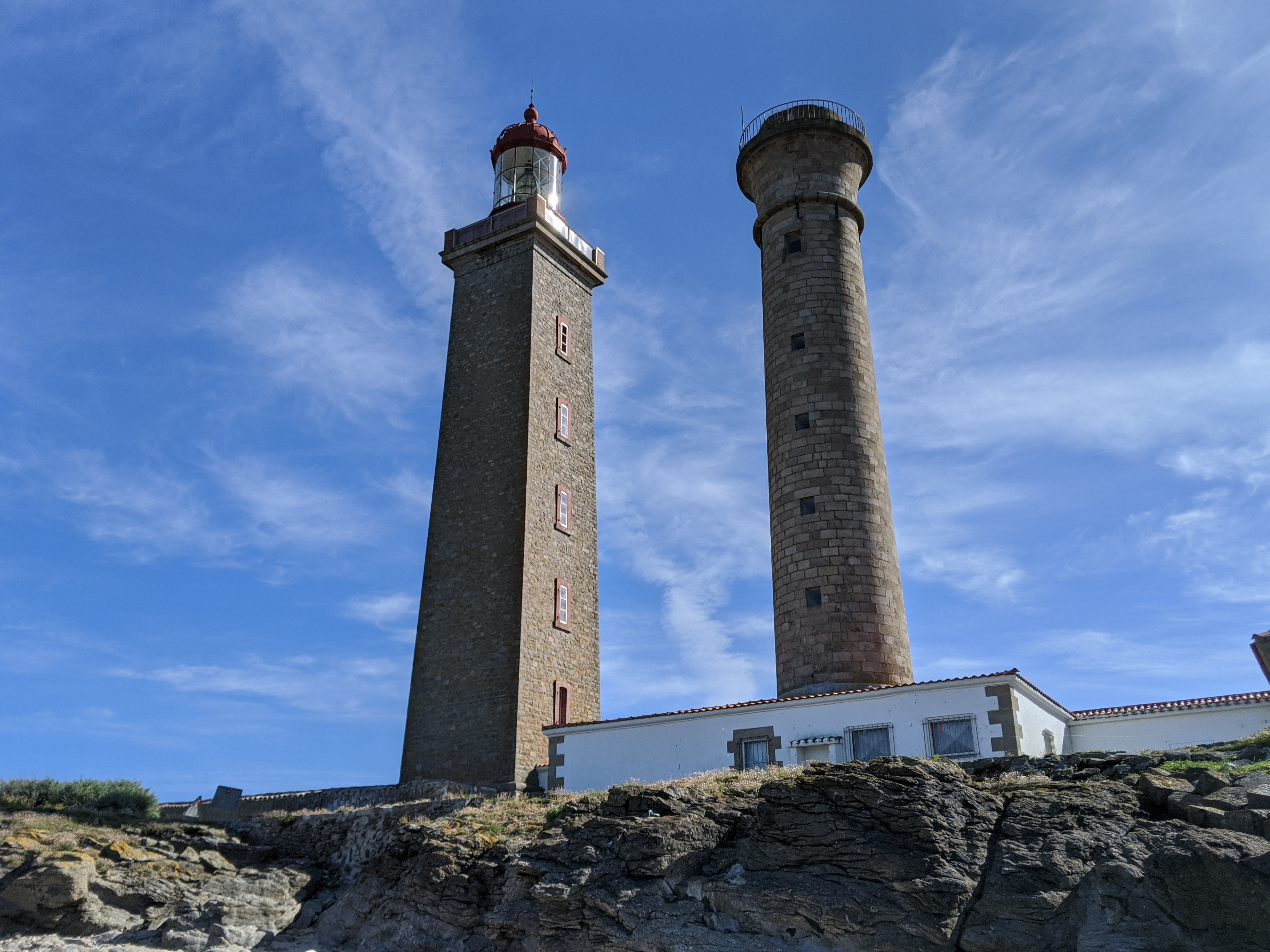
Phare et sémaphore.

L'ile abrite un phare faisant partie du balisage sud de l'estuaire de la Loire. Il est depuis 1905 géré par la subdivision des Phares et Balises de Saint-Nazaire.
En 1996, le phare a été totalement automatisé ; il est télécontrôlé depuis Saint-Nazaire. Il ne se visite pas. On peut voir sur la photographie l'ancienne et la nouvelle tour, cette dernière mesurant 34,20 mètres. Il a 3 éclats blancs toutes les 20 secondes, visibles sur tout l'horizon, émis par une lanterne halogène de 250 watts.
La première tour fut construite en 1827 et allumée en 1829. Le trafic dans la zone s'intensifiant, une force  lumineuse plus puissante est requise et les trois mèches sont remplacées par 5 mèches ayant pour carburant de l'huile de schiste. La seconde tour est mise en service en septembre 1876. L'ancienne n'ayant pas été détruite, il est toujours possible de l'observer, ce qui donne cette silhouette particulière au phare avec deux colonnes.

## La réserve naturelle
Sur cette Ile le Conservatoire a acquis, en 1994, 4 hectares auprès du Ministère de la Défense. Il est propriétaire des 2/3 de l’île du Pilier qui est inhabitée et accueille l’une des principales colonies d’oiseaux marins du Golfe de Gascogne. Le tiers nord reste la propriété de l’Etat avec ces phares.
L’île du Pilier a fait l’objet de plusieurs classements environnementaux : 
- 2006 : ZNIEFF type 2 n° 520012228[9]
- 2008 : Zone de Protection Spéciale : Estuaire de la Loire Sud - Baie de Bourgneuf site n° FR5212014[10]
- 2011 : ZNIEFF type 1 n° 520005746[7]

Les principaux centre d'intérêt de cette réserve sont :
- géologique : l'îlot maritime est de nature granitique et gneissique.
- ornithologique : zone de nidification de l'eider à duvet[1], du pipit maritime et du goéland, présence d'huîtrier pie.
- botanique : Erodium maritimum[1].
  - Les populations de goélands et de lapins ayant entraîné une très forte dégradation de la végétation.